# تشارلز فريدريك فيرغسون
تشارلز فريدريك فيرغسون هو سياسي كندي، ولد في 1833 في إليزابيث-كيتلي في كندا، وتوفي في 29 سبتمبر 1909 في كندا. حزبياً، نشط في Liberal-Conservative Party ‏. وقد انتخب عضو مجلس العموم الكندي.